# باشگاه فوتسال تام ایران خودرو
باشگاه فوتسال تام ایران خودرو یکی از باشگاه‌های فعال فوتسال در کشور ایران بوده‌است. که در دسته اول سری مسابقات لیگ فوتسال که بالاترین سطح فوتسال در ایران می‌باشد، به رقابت به دیگر تیم‌ها می‌پرداخت.
وحید شمسایی، بهترین گلزن تاریخ فوتسال ملی جهان از بازیکنان این تیم بوده‌است.